# سنجاب‌ماهی درازخار
سنجاب‌ماهی درازخار (نام علمی: Holocentrus rufus) نام یک گونه از تیره سنجاب‌ماهیان است.